# Canyonlands Nemzeti Park
A Canyonlands Nemzeti Park az Amerikai Egyesült Államokban van, Utah állam területén. A park 136 715 hektáron terül el, legmagasabb pontja a Catheark dral Point (Needles körzet) 2170 m és legalacsonyabb pontja a Big Drap Rapids (Colorado folyó) 1128 m. 
A Canyonlands Park geológiai csodák tárházává erodálódott színpompás homokkövek csipkézett táját rejti. 

## Története
A Park műtermékei 10 000 évvel korábbi lakókról tanúskodnak, míg a Colorado és a Green-folyót hivatalosan 1869-ben fedezték föl, és 1964. szeptember 12-én alapították meg a kanyon területén lévő Canyonlands Nemzeti Parkot. 

## Domborzata, és természet földrajza
A Canyonlands Nemzeti Parkot a folyók négy elkülönülő részre osztják: Island in the Sky, Needles, Mage és maguk a folyók.
A terület akkor alakult ki, amikor a különböző forrásokból származó kőzetanyag sok százezer év folyamán lerakódott. A földkéregben bekövetkező mozgások megváltoztatták a felszín sajátosságait, és az észak-amerikai kontinens az egyenlítőtől lassan északra vándorolt, megváltoztatva a környezetet. A jelenlegi Utah államot sekély beltengerek árasztották el, iszapos lapályok borították, és homokdűnék temették el, kialakítva az üledékes kőzetek rétegeit. a földkéreg mozgásai miatt azután a terület fölemelkedett. A Cororado és a Green-folyó mély kanyonokat kezdett vájni, amelyeket viharokból származó üledék töltött fel, a tájat kisebb kanyonok és vízmosások ma látható labirintusává alakítva. 

## Élővilága
A park sivatagi éghajlatának köszönhetően az állatvilága kevésbé gazdag, így csak apró sivatagi állatok élnek ezen a területen, melyek leginkább csak éjszakai életmódot folytatnak, ilyenek például a kenguru patkányok és egyéb kis termetű rágcsálók, a denevérek és a baglyok. 
A kanyon területén nappal egyéb apró állatokat is fellelhetünk a kövek alá bújva: különbözőfajta kígyókat, és gyíkokat.  
Növényvilág is a száraz, csapadékban igen ritka éghajlathoz alkalmazkodott, így főleg kaktuszok és yoccák élnek ezen a vidéken. 

## Turizmus
A Canyonlands Nemzeti Parkban a Colorado folyó által kivájt kanyonok százai nyújtanak felejthetetlen élményt, de soha ne feledkezzünk meg arról, hogy ez egy igen távoli vidék, és olykor igen könyörtelen is tud lenni, így amikor elhatározzunk, hogy erre a területre utazunk feltétlenül szerelkezzünk föl jól és tervezzünk meg mindent előre. 
(A Maze terület csak a park nyugati részéről induló göröngyös utakon, terepjárókkal járható be.) 

## Képgaléria

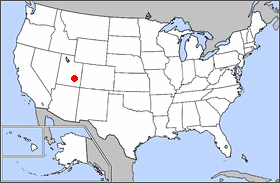
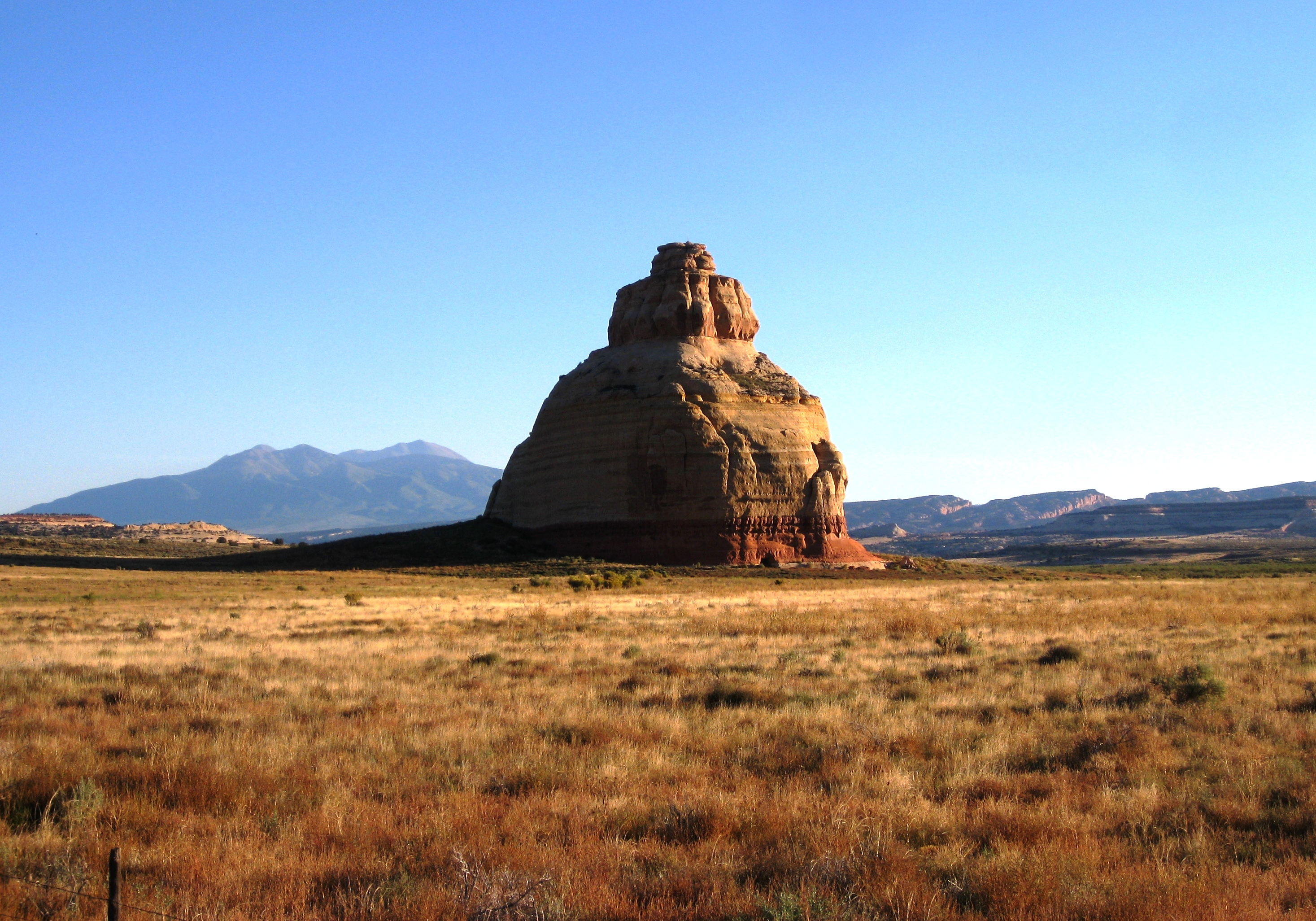
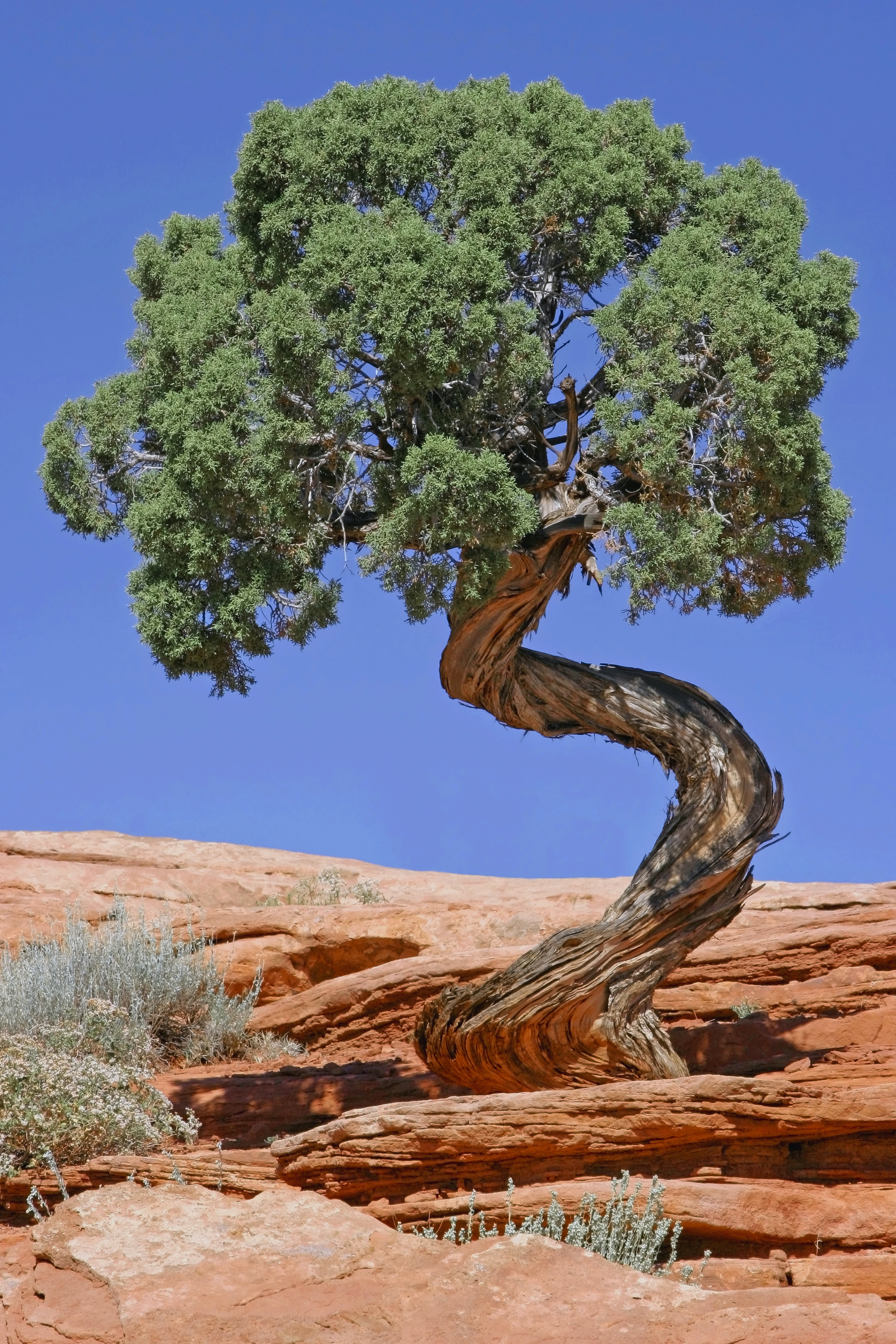
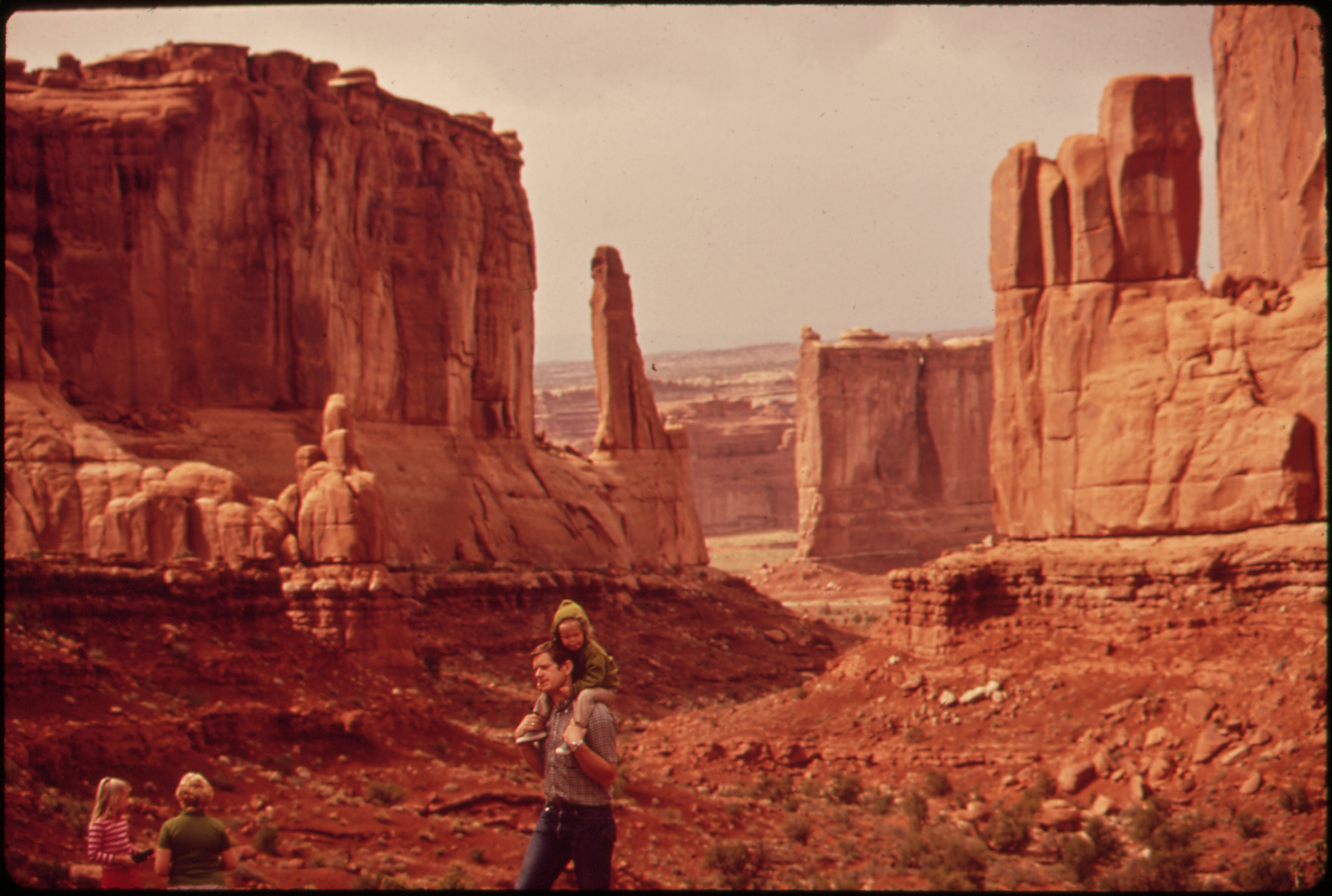
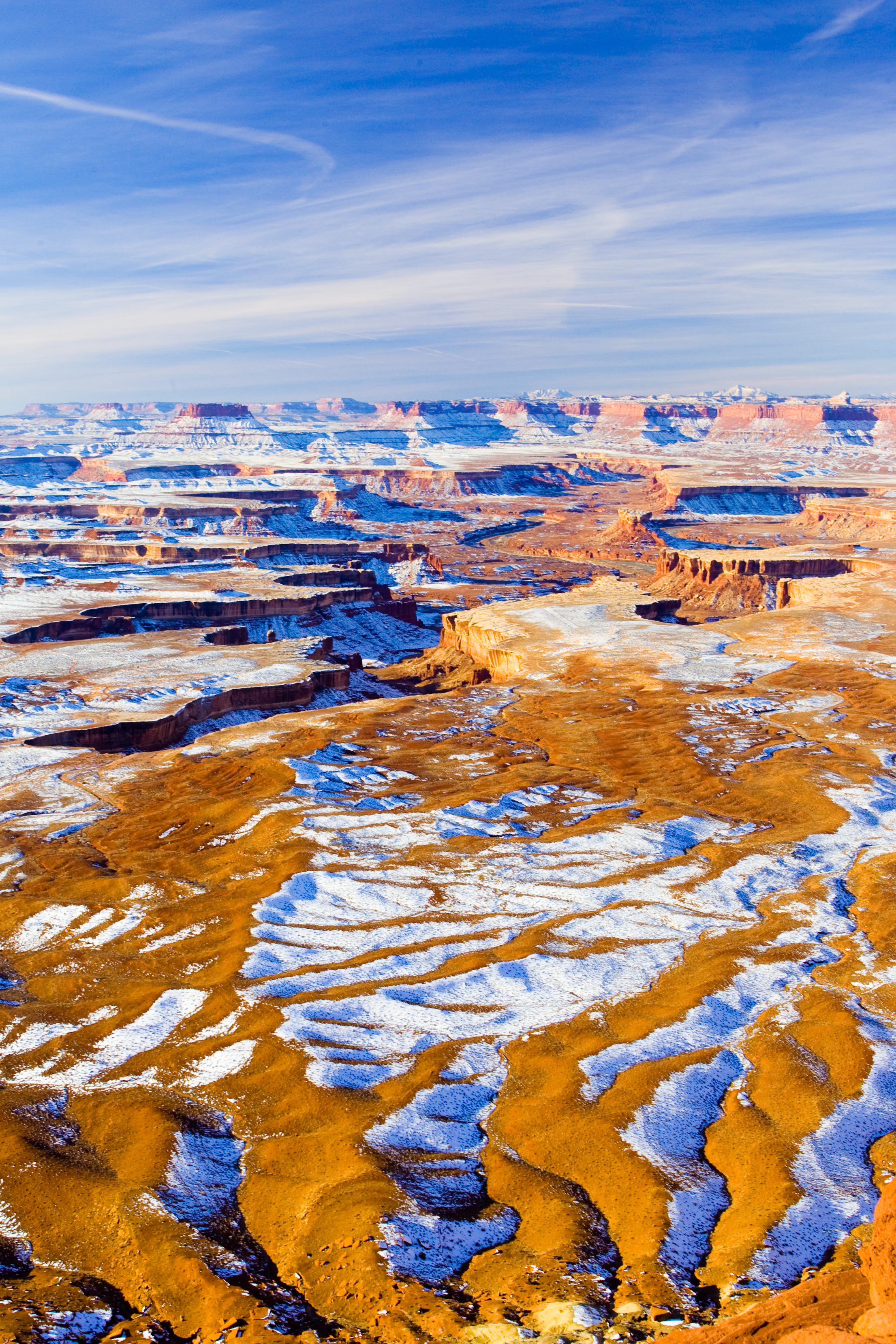